# Jeżewo (powiat Świecki)
Jeżewo is een dorp in het Poolse woiwodschap Koejavië-Pommeren, in het district Świecki. De plaats maakt deel uit van de gemeente Jeżewo en telt 1806 inwoners.